# Comuna de Moryń
Moryń (polaco: Gmina Moryń) é uma gminy (comuna) na Polónia, na voivodia de Pomerânia Ocidental e no condado de Gryfiński.
De acordo com os censos de 2005, a comuna tem 4.317 habitantes, com uma densidade 34,6 hab/km².

## Área
Estende-se por uma área de 124,86 km².

## Demografia
Dados de 31 de Dezembro de 2005:
|                      | Total   | Total | Mulheres | Mulheres | Homens  | Homens |
| -------------------- | ------- | ----- | -------- | -------- | ------- | ------ |
|                      | pessoas | %     | pessoas  | %        | pessoas | %      |
| População            | 4396    | 100   | 2258     | 51,4     | 2138    | 48,6   |
| Densidade (pop./km²) | 35,2    | 100   | 18,1     | 18,1     | 17,1    | 17,1   |

De acordo com dados de 2002, o rendimento médio per capita ascendia a 1468,24 zł.